# Чепель (футбольний клуб)
Спортивний клуб «Чепель» (угор. Csepel SC) — угорський футбольний клуб з однойменного району Будапешта, заснований у 1912 році. Виступає у Третій лізі. Домашні матчі приймає на стадіоні «Беке Тері», місткістю 10 000 глядачів.

## Досягнення
- Чемпіонат Угорщини
  - Чемпіон: 1941-1942, 1942-1943, 1947-1948, 1958-1959.